# Robert Hichens
Robert Hichens (16 de setembro de 1882 – 23 de setembro de 1940) foi um marinheiro britânico que era parte da equipe de convés a bordo do RMS Titanic durante o naufrágio do navio em sua viagem inaugural em 15 de abril de 1912. Ele era um dos seis quarteis-mestres a bordo da embarcação e estava no leme quando o Titanic atingiu o iceberg.

## Titanic
Hichens ganhou notoriedade após o desastre porque ele conduzia o Bote 6, no qual estava no comando. Passageiros o acusaram de se recusar a voltar para o local do naufrágio para resgatar as pessoas da água após o navio ter afundado, de que ele teria chamado as pessoas na água de "rígidos" e que ele constantemente criticava aqueles nos remos enquanto ele operava o leme. Hichens foi posteriormente testemunhar no inquérito americano sobre o desastre e afirmou nunca ter usado a palavra "rígidos" e que ele tinha outras palavras para descrever os corpos. Ele também declararia ter recebido ordens diretas do Segundo Oficial Charles Lightoller e do Capitão Edward Smith para remar para onde uma luz pudesse ser vista (um vapor eles pensaram), descarregar os passageiros e retornar. Mais tarde foi alegado que ele queixou-se de que o bote salva-vidas iria ficar a deriva por dias antes que qualquer resgate viesse.
Quando o RMS Carpathia chegou para resgatar os sobreviventes do Titanic ele teria dito que o navio não estava lá para os resgatar mas para pegar os corpos dos mortos. Neste momento, as outras pessoas no bote salva-vidas perderam a paciência com Hichens. Apesar dos protestos de Hichens, a   milionária de Denver, Margaret "Molly" Brown pediu aos outros passageiros para remarem para se manterem aquecidos. Após uma última tentativa de Hichens em manter o controle do bote, Brown ameaçou jogá-lo no mar. Estes eventos foram posteriormente retratados no peça musical da Broadway e filme The Unsinkable Molly Brown. Durante o inquérito americano sobre o desastre, Hichens negou os relatos dos passageiros e tripulação no bote salva-vidas número 6. Ele estava inicialmente preocupado com a sucção do Titanic e mais tarde pelo fato de estar a uma milha de distância do naufrágio, sem compasso e na completa escuridão, eles não tinham como retornar ao navio atingido.

## Morte
Em 23 de setembro de 1940 Hichens morreu aos 58 anos de idade de ataque cardíaco a bordo do navio 'SS English Trader", enquanto estava ancorado na costa de Aberdeen, Escócia. Seu corpo foi enterrado na Seção 10, Cova 244 do Trinity Cemetery em Aberdeen.

## Representações na ficção
A conduta de Hichens foi apresentada no sucesso de 1997, Titanic, que foi representado por Paul Brightwell. Ele foi representado como um homem alto e magro com um sotaque cockney, quando na verdade ele tinha 1,70 m., tinha uma compleição robusta e falava com sotaque da Cornualha. Ele é também retratado dizendo "shut that hole in your face" ('cale este buraco em seu rosto') para Molly Brown, mas de fato estas palavras foram ditas pelo tripulante no bote salva-vidas 8.
A conduta de Hichens também relatada na mini série de 1996 Titanic, representado por Martin Evans. Hichens é mostrado  dizendo aos sobreviventes em seu bote salva-vidas que "calem o bico" quando ficam entusiasmados com o aparecimento de um brilho de um navio no horizonte. Ele protesta fortemente quando Molly Brown começa a encorajar as outras mulheres a se dirigirem para a luz, e ela ameaça lançar Hichens ao mar. Esta descrição é mais precisa do que no blockbuster de 1997.
A atitude negativa de Hichens foi retratado no romance de 1998 de Diane Hoh Titanic: The Long Night, que reconta sua conduta bem como a de Molly Brown, do ponto de vista de Elizabeth Farr, uma passageira ficcional do bote salva-vidas. Molly Brown exorta os passageiros do bote salva-vidas a começar a remar para se aquecer e Hichens protesta, declarando que ele estava comandando o bote salva-vidas; ele faz um movimento para detê-la. "Vou te jogar no mar se você interferir ", ela lhe diz neste mesmo relato.
Em setembro de 2010, o nome de Hichens foi trazido de volta ao centro das atenções por Louise Patten, neta do mais alto oficial para ter sobrevivido ao desastre Titanic, o segundo oficial Charles Lightoller. Nas entrevistas à imprensa decorrentes da publicação de seu último romance, Good as Gold (na qual ela trabalhou a história da catástrofe), Patten relata que um erro "direto" de direção por Hichens, provocado pelo seu não entendimento do comando do leme, causou a colisão do Titanic com um iceberg em 1912. A alegação de Patten que Hichens causou o desastre virando o leme do navio na direção errada não é apoiada pelos depoimentos nos inquéritos britânicos e norte-americanos, que estabeleceram que  o segundo oficial de guarda, Sexto Oficial James Moody, estava atrás de Hichens, supervisionando suas ações, e ele confirmou ao  Primeiro Oficial William Murdoch que a ordem tinha sido executada corretamente.
A reivindicação também foi contestada pela bisneta de Hichens no Channel 4 News. Sally Nilsson explicou que Hichens era um quartel-mestre bem treinado com anos de experiência na direção de grandes embarcações. Ele tinha sido responsável em sua visão por conduzir o Titanic por quatro dias antes da colisão e não teria feito um erro tão flagrante. Quanto às ordens de direção, em 1912 eram as seguintes: havia apenas uma maneira de dar ordens de direção. A ordem sempre era dada com referência ao leme. Para ir a bombordo o Oficial ordenava estibordo. Se o leme ia para bombordo o navio virava para estibordo. Esta era uma sobra dos velhos tempos quando os navios eram conduzidos com lemes e remos. A mudança nas ordens da direção não ocorreram até os anos 1930. A biografia de Sally Nilsson sobre a vida de Robert Hichens foi publicada em 2011.
Hichens também aparece na peça Iceberg – Right Ahead! de Chris Burgess que estreou em 22 de março de 2012 no Upstairs at the Gatehouse. Nesta produção ele foi interpretado por Liam Mulvey.